# Vinslövs HK
Vinslövs Handbollsklubb (Vinslövs HK) är en handbollsklubb från Vinslöv i Hässleholms kommun, bildad den 13 juni 1992 genom en utbrytning från Vinslövs IF.
Herrlaget debuterade i den nästa högsta divisionen, allsvenskan, säsongen 2015/2016. Säsongen 2023/2024 kvalade herrlaget till Handbollsligan men förlorade mot IF Hallby i tre raka matcher.

## Spelare i urval
- Dalibor Doder (2022–2024)